# Arròs d'or
L'arròs d'or és una varietat d'arròs (Oryza sativa) produïda a través de la modificació genètica per a la biosíntesi dels precursors del beta-carotè (pro-vitamina A) en la part mengívola de la planta. Els detalls científics van ser publicats per primera vegada el 2000 al Science. L'arròs d'or va ser desenvolupat com un aliment reforçat per ser distribuït en àrees on hi ha una mancança de Vitamina A en la dieta. El 2005, es va anunciar una nova varietat anomenada arròs d'or 2, que produeix 23 vegades més beta-carotè que la varietat original. Cap de les dues varietats es troba disponible per al consum humà.
Tot i que l'arròs d'or es va desenvolupar com una eina humanitària ha trobat una ferma oposició per part de col·lectius activistes en defensa del medi ambient i anti-globalització. Aquestes postures però han sigut fortament criticades per part de la comunitat científica.

## Creació de l'arròs d'or
L'arròs d'or va ser creat per Ingo Potrykus de l'Institute of Plant Sciences a l'Institut Federal Suís de Tecnologia, treballant amb Peter Beyer de la Universitat de Freiburg en un projecte iniciat el 1992. Quan es va publicar es va considerar una fita important en la biotecnologia car els investigadors havien pogut dirigir un camí biosintètic sencer.
L'arròs d'or va ser dissenyat per a la producció de beta-carotè precursor de la vitamina A en l'endosperma la part mengívola per als humans. La planta d'arròs ja produeix el beta-carotè, un carotenoide que en les fulles està implicat en la fotosíntesi, tanmateix la planta normalment no produeix el pigment en l'endosperma, ja que no és un teixit on tingui lloc la fotosíntesi.
La planta es va crear transformant l'arròs amb tres gens de la biosíntesi de beta-carotens:
1. psy (fitoena sintetasa)
2. lyc (lycopena ciclasa) tots dos provinents de daffodil (Narcissus pseudonarcissus), i
3. crt1 del bacteri del sòl Erwinia uredovora

El gens psy, lyc i crt1 varen ser transformats en el genoma nuclear i posats sota el control d'un promotor específic de l'endosperm de manera que només fossin expressats en l'endosperma. El gen lyc transformat en l'arròs té una seqüència peptídica marcadora que el dirigeix al plastidi on ocorre la formació de geranilgeranil difosfat. Fou molt important l'ús del gen bacterià crt1 que pot catalitzar diversos pasos en la síntesi de carotenoides, aquests pasos requereixen més d'un enzim en plantes. El producte final de la ruta enginyada lycopè, convertiria en vermella la planta si l'arròs l'acumulés. Anàlisis recents han mostrat que els enzims endògens de la planta processen el lycopè a beta-carotè en el mateix endosperma, donant a l'arròs el color que li ha servir per al joc de paraules del nom. L'arròs d'or original va ser anomenat SGR1 que sota condicions d'hivernacle produeix 1.6µg/g de carotenoides.
El 2005 un equip d'investigadors de la companyia biotecnològica Syngenta va produir una varietat d'arròs d'or anomenada "arròs 2" (rice 2). Varen combinar el gen de la "fitoè sintase" del blat de moro amb el crt1 de l'arròs d'or original. L'arròs 2 produeix 23 vegades més carotenoides que l'arròs d'or (més de 37µg/g), i acumula preferentment beta-carotè (més de 31µg/g dels 37µg/g de carotenoides). Es calcula que només cal prendre 72 grams d'aquest arròs al dia per rebre la meitat de la quantitat diària recomanada.
L'arròs d'or ha estat hibridat amb varietats locals de les Filipines, Taiwan amb la varietat americana Cocodrie. Els primers intents de cultivació de l'arròs d'or han estat sota el control de l'AgCenter de la Universitat de l'Estat de Louisiana el 2004. Les proves sobre el terreny permetran una major mesura del valor nutricional de l'arròs i permetrà realitzar tests dietètics.
El juny del 2005, l'investigador Peter Beyer va rebre fons de la Fundació Bill i Melinda Gates per millorar l'arròs d'or millorant els nivells de biodisponibilitat de la pro-vitamina A, la vitamina E, el ferro, i el zinc, i millorar la qualitat proteica a través de la modificació proteica.

## L'arròs d'or i la carència de vitamina A

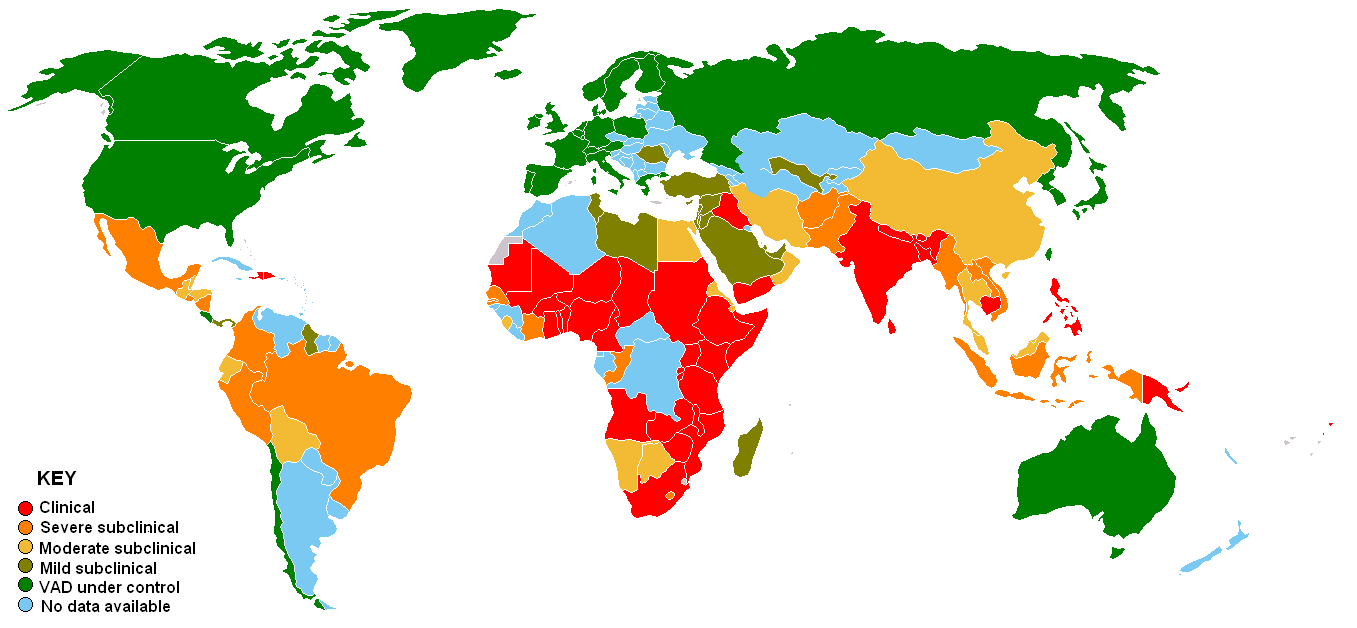
Prevalença de la deficiència de vitamina A. Font: OMS

La recerca que ha conduït a l'arròs d'or tenia la meta d'ajudar a milions de nens que pateixen la deficiència de vitamina A. Es calcula que als inicis del segle xxi 124 milions de persones estan en aquesta situació, repartits en 118 països de l'Àfrica i el Sud-est asiàtic. És la causa d'1-2 milions de morts, mig milió d'afectats de ceguesa i un nombre indeterminat d'afectats de xeroftàlmia anuals. El sector de la població de major risc és els nens i les dones embarassades. En les àries on la dieta és deficient en vitamina A aquesta és suplementada oralment o per injecció. El 1999 hi havia 43 estats independents amb programes de suplementació de la vitamina A per als infants de menys de 5 anys, en 10 d'aquests estats se subministren dues altes dosis anuals que segons l'UNICEF serveix per eliminar la carència. Tanmateix, tant l'UNICEF com un bon nombre de les ONG relacionades en la suplementació de vitmaina A fan constar que una més freqüent subministració de dosis més baixes obtindria resultats més positius.
Com què molts nens en els països on hi ha mancança de vitamina A tenen l'arròs com a aliment base, la modificació genètica per fer arròs productor de provitamina A (beta-carotè) és vist com una alternativa simple i barata a la complementació vitamínica i a l'increment de consum de productes vegetals i animals. És vist com l'equivalent dissenyat genèticament de l'aigua fluoritzada o la sal iodada.
Les anàlisis teòriques dels beneficis nutricionals potencials de l'arròs d'or mostren que el consum d'arròs d'or no eliminarà els problemes de ceguesa i increment de mortalitat però podria ser un complement d'altres mètodes de suplementació de vitamina A.

## L'arròs d'or i els drets intel·lectuals
Potrykus ha realitzat un esforç per tenir distribuir gratuïtament l'arròs d'or als agricultors de subsistència; això va requerir que diverses companyies que tenien els drets de propietat intel·lectual sobre les tecnologies emprades per a la creació que els cedissin lliurement. Beyer havia rebut fons de les comissions europees de programes de recerca "Carotene Plus"; acceptant aquests fons havia de donar els drets del seu descobriment als espònsors corporatius del programa Zeneca. Havien fet ús de 70 drets de propietat diferents pertanyents a 32 companyies i universitats diferents. Van haver de demanar permís de gratuïtat per a totes i cada una de les patents en els casos en què l'arròs fos emprat per millorar races per motius humanitaris.
Les llicències gratuïtes varen ser donades ràpidament degut a les bones publicacions que va rebre l'arròs; era el primer cultiu modificat genèticament que obtenia l'aprovació general i hagués estat negatiu per a la imatge de moltes empreses negar-s'hi. Monsanto Company va ser una de les primeres companyies a donar les llicències gratuïtes que els calia.
El grup també va haver de definir la diferència entre l'ús humanitari i el comercial. Es va fixar en els 10.000 dòlars americans, ja que un agricultor pobre del tercer món no està en condicions d'obtenir tants de guanys. Així doncs no haurà tampoc de pagar drets d'autor a Syngenta per a ús comercial. No hi ha guanys per a aquest ús humanitari de l'arròs d'or i permeten els agricultors de conservar i replantar les llavors. Actualment, Syngenta no té interès de l'ús comercial de la planta.

## Controvèrsia
Greenpeace s'hi va oposar inicialment raonant que la quantitat de vitamina A produïda era massa minsa. Les primeres versions desenvolupades només produïen 1,6 micrograms de beta-carotè per gram d'arròs, la qual cosa significaria que cada persona hauria de prendre's 1.5-2 kg d'arròs per dia per obtenir la quantitat diaria permesa de provitamina A. Raonament que Greenpeace ha mantingut tot i l'aparició de noves línies que en contenen més concentració. Greenpeace s'oposa a tot tipus d'organismes modificats genèticament, i creu que l'arròs d'or podria ser un Cavall de Troia que obris la porta a un ús més extens d'altres OMG.
El 29 de juny del 2016 es va publicar una carta firmada per 109 premis Nobel avalant la seguretat dels transgènics en general i de l'arròs d'or en particular. La carta anava dirigida als líders de Greenpeace i demanava explícitament als governs de tot el món que no escoltin les campanyes de l'organització ecologista en contra d'aquestes tecnologies perquè són dogmàtiques i contradiuen les proves científiques.
Vandana Shiva, un activista anti OMG Indi, argumentava que el problema no era deficiències particulars dels cultius en si sinó la pèrdua de biodiversitat en els cultius alimentaris i que aquests problemes es veuen agravats pel control corporatiu de l'agricultura basada en aliments modificats genèticament. Centrant-se en aquest problema (deficiència de vitamina A), Shiva argumentava sobre els problemes que a la llarga es podrien desenvolupar a raó de disminuir la diversitat dels aliments de la ingesta. De manera similar altres grups han argumenten que una dieta variada que inclogui aliments rics en vitamina A com moniato, verdures verdes de fulla i fruita hauria de poder subministrar als infants prou votamina A. Això no és negat per ningú, però són molts els que fan notar que una dieta variada està fora de l'abast de la majoria de pobres que són els que es veuen forçats a subsistir amb una dieta de pràcticament només arròs.
La capa d'aleurona que envolta l'endosperma de l'arròs és extreta en molts països per allargar el temps d'emmagatzematge de l'arròs. L'arròs bru amb l'aleurona intacte conté més vitamines B, ferro, manganès, seleni i fòsfors que l'arròs tractat. L'Institute of Science in Society destaca que si l'arròs conservés l'envolta la suplementació no seria necessària. Tanmateix les dades de l'USDA mostren que l'arròs bru no conté gens de més beta-carotè que l'arròs tractat. Científics de l'International Rice Research Institute estan cercant en el germoplasme de l'arròs provant hibridacions convencionals que augmentin la quantitat de beta-carotè en l'aleurona.